# Arjunawiwaha

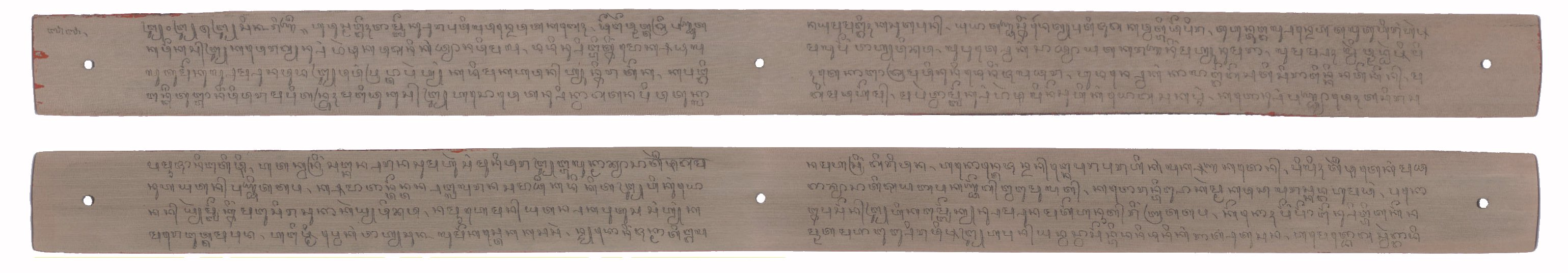
Deux pages en lontar de l'Arjunawiwaha

L'Arjunawiwaha, ou mariage d'Arjuna, est un poème en vieux-javanais, écrit par le mpu ("maître") Kanwa sous le roi Airlangga, qui régna de 1019 à 1042 dans l'est de l'île de Java en Indonésie.
Ce poème est écrit dans une métrique appelée kakawin (de kavya, un genre poétique apparu au VIIe siècle dans les cours de l'Inde). Les Javanais appellent d'ailleurs kawi la langue dans laquelle les kakawin sont écrits. Le kakawin est composé de strophes de quatre vers dont le nombre de pied est fixe.
L'argument de l'Arjunawiwaha n'est en réalité pas l'union de ce prince Pândava avec une quelconque princesse. Certes, il décrit le plaisir que prend Arjuna avec sept bidadari (nymphes célestes). Mais le vrai propos du poème est ailleurs. Il décrit le chemin que doit suivre le prince idéal pour atteindre à la plénitude. C'est le dieu Vishnu, sous son avatar Krishna, qui explique à Arjuna la voie. Celle-ci commence par une retraite dans la montagne. C'est sans doute ce message que Kanwa veut transmettre à son souverain, à moins qu'il ait à l'inverse cherché à flatter Airlangga en le comparant à Arjuna.
L'Arjunawiwaha a inspiré les bas-reliefs de plusieurs édifices religieux dans le Java oriental, parmi lesquels le temple de Surawana près de la ville de Pare.